# 三毛猫ホームズの黄昏ホテル
『三毛猫ホームズの黄昏ホテル』（みけねこホームズのたそがれホテル）は、日本の小説家赤川次郎によって1990年に発表された三毛猫ホームズシリーズの長編推理小説である。
1998年2月21日にテレビ朝日「土曜ワイド劇場」枠でドラマ化された（三毛猫ホームズシリーズ (テレビ朝日系列のテレビドラマ)#陣内孝則版）。

## あらすじ
10年前に、オーナーの一人娘が殺害される、という事件があった『ホテル金倉』。そのホテルが閉館することになり、最後の1週間に、片山義太郎、晴美、石津、ホームズの一行と、常連の客が招待された。10年前の事件は未解決なのだが、今回の招待客は全て、事件のときに現場にいた人だという。

## 主な登場人物
- 片山義太郎 - 警視庁捜査一課のダメ刑事
- 片山晴美 - 義太郎の妹
- 石津刑事 - 晴美に恋をする猫嫌いの刑事
- ホームズ - 三毛猫

## 書誌情報
- 『三毛猫ホームズの黄昏ホテル』（光文社カッパノベルス、1990年11月25日） ISBN 4-334-02895-0
- 『三毛猫ホームズの黄昏ホテル』（光文社光文社文庫、1993年12月） ISBN 4-334-71806-X
- 『三毛猫ホームズの黄昏ホテル』（角川書店角川文庫、1996年09月） ISBN 4-04-187924-8
- 『赤川次郎ミステリーコレクション 17 三毛猫ホームズの黄昏ホテル』（岩崎書店、2004年12月） ISBN 4-265-06767-0
- 『三毛猫ホームズの黄昏ホテル 新装版』（光文社光文社文庫、2016年11月09日） ISBN 978-4-334-77384-7